# Vasile Chiriac
Vasile Chiriac (n. 29 ianuarie 1955, Suruceni, raionul Chișinău, RSS Moldovenească, URSS – d. 15 iunie 2021, Chișinău, Republica Moldova) a fost un doctor în științe tehnice în domeniul geodeziei, conferențiar universitar la Universitatea Tehnică a Moldovei, șef al serviciului Topografic Militar în Forțele armate ale Republicii Moldova, comandant-rector în Academia Militară „Alexandru cel Bun”, șef al Departamentului de Cercetare la Institutul de Geodezie, Prospecțiuni Tehnice si Cadastru, președinte al Uniunii Geodezilor din Moldova, secretar general al Consiliului European al Geodezilor⁠(fr)[traduceți].

## Biografie
Vasile Chiriac s-a născut pe 29 ianuarie 1955 în satul Suruceni, raionul Chișinău, RSS Moldovenească, într-o familie de învățători Timofei și Larisa Chiriac.
A facut școala primară la Caracui, raionul Hâncești unde și-a petrecut copilăria și tinerețea.
În 1976 a absolvit Școala Superioara de Topografie Militară din Saint Petersburg⁠(ru)[traduceți].
În perioada 1976 – 1985 activează ca inginer topograf în unitățile militare topografice ale fostei Armate Sovietice, participă la lucrările topo geodezice de demarcare a frontierei URSS cu Mongolia, pentru ce a fost distins cu Ordinul „Insigna de Onoare”.  Ulterior, între 1985 – 1988, își continuă studiile la Academia Militară de Geniu din Moscova⁠(ru)[traduceți], unde rămâne să activeze, iar in 1991 obține titlul științific de doctor în științe tehnice în domeniul geodeziei.
În anul 1992 revine în Republica Moldova și se angajează la Serviciul Topografic Militar al Armatei Naționale la Ministerul Apărării al Republicii Moldova. În perioada 1992 – 1994 a fost specialist principal în Serviciul Topografic Militar, iar în 1994 – 2004, șef al serviciului Militar Topografic în Armata Națională, unde a fost responsabil de furnizarea unităților militare cu materiale cartografice și datele geodezice, conducerea Centrului Topografic Militar al Armatei Naționale și Serviciilor Topografice ale unităților militare, elaborarea actelor normative și modificările la legislația funciară a Republicii Moldova. În 2004 - 2006 a fost comandant-rector în Academia Militară „Alexandru cel Bun” din Republica Moldova. În 2006 este trecut din serviciu activ în rezervă în grad de colonel.
Din 1995, Vasile Chiriac a fost implicat în dezvoltarea rețelei geodezice naționale de ordinele 0, 1 și 2, rețelei de nivelment, și rețelei gravimetrice, precum și perfecționarea cvasi-geoidului pentru teritoriul Republicii Moldova, iar din anul 1999, concomitent cu serviciul militar, Vasile Chiriac și-a început activitatea la Facultatea de Construcții, Geodezie și Cadastru din Universitatea Tehnică a Moldovei (în prezent Departamentul Inginerie Civilă și Geodezie), unde a fost conferențiar dr. ing., cercetările sale fiind axate pe Geodezie elipsoidală, Geodezie spațială, Geodezie fizică, Gravimetrie și Geodezie satelitară, fiind responsabil cu programele de implementare în practică. Timp de 22 de ani a contribuit la formarea specialiștilor în licență Inginerie Geodezică și Cadastru și programul de master Geomatică și Cadastru. A condus peste 70 de lucrări de licență și master, a elaborat singur sau în colectiv, peste 60 de lucrări științifice, a îndrumat 5 doctoranzi, a fost membru și manager a șapte proiecte educaționale și de cercetare.
În 2006 - 2010 activează la Institutul de Geodezie, Prospecțiuni Tehnice si Cadastru la funcție de șef al Departamentului de Cercetare, unde se ocupă cu studii de cercetare și dezvoltare, documentarea și elaborarea standardelor, instrucțiunilor și proceselor tehnologice în domeniul geodeziei, fotogrammetriei, geoinformaticii și cadastrului, la fel participă ca coordonator științific la proiectul MOLDGRAV Dezvoltarea rețelei gravimetrice naționale. 
În anul 2010 participă la crearea Uniunii Geodezilor din Moldova și este ales președintele, făcând organizația un membru activ al Consiliul European al Geodezilor⁠(fr)[traduceți] și rămânând în această funcție până la plecarea sa din viața.
A fost un contributor major și la activitățile Uniunii Geodezilor din România, participând la majoritatea evenimentelor internaționale, unde prezenta realizările științifice în domeniul Geodeziei și al Cadastrului, alături de colegii români, care au fost de interes pentru întreaga comunitate geodezică.
În cadrul colaborării cu Consiliul European al Geodezilor⁠(fr)[traduceți], organizează mai multe seminare internaționale și adunări generale, precum si contribuie la extinderea organizației în țările est-europene (Ucraina), a fost unul dintre inițiatorii Zilei Europene a Geodezului.
La fel și colaborează intens cu specialiștii din alte țări prin intermediul Federației Internaționale a Geodezilor, se ocupă cu selectarea candidaților pentru Întâlnirile ale Tinerilor Geodezi Europeni și pentru Cursul Internațional de Formare în Geodezie pentru tineri specialiști.
În anul 2014 a fost ales secretar general al Consiliul European al Geodezilor⁠(fr)[traduceți] și a deținut această funcție timp de două mandate consecutive, adică 4 ani. După expirarea mandatelor, Vasile Chiriac a rămas în Comitetul Executiv al CLGE și a preluat rolul important de Delegat Special pentru Protocol.
În aprilie 2021 a fost diagnosticat cu cancer în stadiu avansat si pe 15 iunie 2021 s-a stins din viață în locuința sa din Chișinău.
După moartea sa i s-a conferit titlul de Membru de Onoare al Consiliului European al Geodezilor.

## Studii
- Studii medii, s. Caracui, r. Hîncești, Republica Moldova, 1972
- Diploma de inginer aerofotogeodez, Școala Superioară de Topografie Militară, Leningrad, 1976
- Diploma de studii militare avansate, Academia Militară de Geniu, Moscova, 1988
- Doctor în științe tehnice, Academia Militară de Geniu, Moscova, 1992
- Cursuri de perfecționare în domeniul Geodezie și Cartografie, Școala Cartografie Militară, Fort Belvoir, Virginia, SUA, 1997
- Cursuri de perfecționare în domeniul restructurării apărării, Centrul Relații Civil - Militare Școala Navală de perfecționare, Monterey, California, SUA, 2003

## Lucrări publicate
- V. Chiriac. Gravimetrie geodezică. Metode terestre a determinărilor gravimetrice. Curs de prelegeri., ISBN 978-9975-45-013-3. Universitatea Tehnică a Moldovei, 2006, 74 p
- V. Chiriac, V. Pantikin, K.W. Krauterbluth, I. Ilies, I. Cretu. First Order Gravity Network of Republic of Moldova. Proceeding of the 1-st International Gravity Field Service “Gravity Field of the Earth”, Istanbul, September, 2006, ISBN 1300-5790, 420-423
- R. Mang , H. Hausler, V. Chiriac et all. Shape of the Earth and Reference Systems. International Handbook Military Geography ISBN 3-901183-50-7, AV+Astoria Druckzentrum, Vienna, 2006
- R. Jager, S. Kalber, G. Younis, S. Seiler, P. Spoh, V. Chiriac, V. Grama, L. Nistor-Lopatenco, A. Iacovlev. Geodetic Infrastructure for GNSS Positioning Services.  Proceeding of XV Scientific and Technical Symposium, Geoinformation. Monitoring of environment: GPS and GIS Technologies Alushta, 2010, p. 40-42, ISBN 978-966-665-498-7
- V. Chiriac, L. Nistor-Lopatenco. A new geodetic infrastructure for Republic of Moldova. Simpozion Internațional GeoPreVi 2011. Volumul lucrărilor simpozionului cu participare internațională', 12-13 mai 2011, editura Conspress, București, România, pag. 79-86, ISBN 978-973-100-162-3
- V. Chiriac, L. Nistor-Lopatenco, A. Iacovlev, R. Jager, P. Spohn, G. Younis. Development of GNSS permanent network in Republic of Moldova United Nations/Latvia Workshop on the Applications of Global Navigation Satellite Systems. Riga, 14 - 18 May 2012, 1p
- V. Chiriac, L. Nistor-Lopatenco. EGNOS extension to Eastern Europe. Trail flights in Moldova. Proceeding of XVIII International scientific and technical symposium “Geoinformation monitoring of environment: GNSS and GIS Technologies”, Alushta, Ukraine 2013, 156-158. ISBN 978-617-607-4755-5.
- V. Chiriac. Geodezie cu sateliți. Curs universitar ISBN 978-9975-4401-9-6, Ch.: Artpoligraf, 2013. 183p.

## Proiecte
- Crearea Rețelei Geodezice Naționale de ordinul 0 și 1 Agenția Relații Funciare și Cadastru -  Serviciul Topografic al Armatei Naționale, 1999
- Crearea Sistemului Informațional Geografic cu destinație militară Serviciul Topografic Militar al Armatei Naționale – Agenția cercetare geospațială a Departamentului Apărare SUA, 2000-2004
- Formare în domeniul tehnologiilor informaționale geografice TEMPUS CD-JEP 24343-2003 Universitatea Tehnică a Moldovei, 2003-2005
- MOLDGRAV Dezvoltarea rețelei gravimetrice naționale de ordinul 0,1 și 2 Institutul Geodezie, Prospecțiuni Tehnice și Cadastru, 2006-2010
- Crearea și menținerea stației permanente de referință GNSS europene Agenția Relații Funciare și Cadastru – Agenția Geodezie și Cartografie, Germania, 2007-2010
- Development of a High Capacity Real-Time GNSS Positioning Service for Moldova (MOLDPOS) în colaborare cu Technik und Wirtschaft (HSKA), Germania, 2010-2011
- Crearea modelului cvasigeoidului pentru integrarea in sistemul de poziționare MOLDPOS Universitatea Tehnică a Moldovei – Universitatea Tehnică din Karlsruhe, Germania, 2010-2012
- Geographic Information Technology for Sustainable Development in Eastern Neighboring Countries GIDEC 511322-TEMPUS-1-2010-SE-JPCR Universitatea Tehnică a Moldovei, 2010-2013
- Extinderea EGNOS in țările Europei de Est EEGS2 FP7-GALILEO-2011-GSA-1 Universitatea Tehnică a Moldovei - GMV AEROSPACE AND DEFENCE din Madrid, Spania, 2012-2013
- Development of Quality Assurance in Higher Education in Moldova TEMPUS Universitatea Tehnică a Moldovei, 2012-2015
- Real Estate Registration Project, Republic of Azerbaijan LOAN NUMBER: 7435 AZ, 2013

## Premii
- Ordinul „Insigna de Onoare” [4]
- Medalia „În Slujba Patriei, gradul III”
- Medalia „Pentru Serviciul Impecabil în Armata Națională, gradul III”
- Medalia „Pentru Merite Deosebite în Serviciul Militar”
- Medalia „În Slujba Patriei”